# Licwinawiczy
Licwinawiczy (biał. Ліцвінавічы; ros. Литвиновичи, Litwinowiczi; pol. hist. Litwinowicze) – agromiasteczko na Białorusi, w obwodzie homelskim, w rejonie kormańskim, w sielsowiecie Licwinawiczy, nad doliną Sożu.

## Historia
W XIX i w początkach XX w. położone były w Rosji, w guberni mohylewskiej, w powiecie rohaczewskim, w gminie Korma. Następnie w granicach Związku Sowieckiego. Od 1991 w niepodległej Białorusi.